# Vadim Kaloshin
Vadim Kaloshin – matematyk, od 2021 profesor Institute of Science and Technology Austria. Zajmuje się układami dynamicznymi – zwłaszcza hamiltonowskimi – i mechaniką nieba.

## Życiorys
Stopień doktora uzyskał w 2001 na Uniwersytecie Princeton, promotorem doktoratu był John Norman Mather. Zanim w 2021 został profesorem Institute of Science and Technology Austria, przez 20 lat pracował na różnych uczelniach w USA (najdłużej, w latach 2007-2020, na Uniwersytecie Marylandu w College Park).
Swoje prace publikował m.in. w najbardziej prestiżowych czasopismach matematycznych: „Annals of Mathematics”, „Inventiones Mathematicae" i „Acta Mathematica”. Jest lub był redaktorem m.in. „Inventiones Mathematicae" i „Analysis & PDE”.
W 2006 roku wygłosił wykład sekcyjny na Międzynarodowym Kongresie Matematyków w Madrycie, w 2019 na konferencji Dynamics, Equations and Applications (DEA 2019), a w 2015 wykład plenarny na International Congress on Mathematical Physics.
W 2019 zdobył prestiżowy ERC Advanced Grant. Od 2021 jest członkiem Academia Europaea.